# قائمة زي القوات المسلحة (مصر)
يختلف الزي العسكري من سلاح لاخر ومن تخصص لاخر ويتم عن طريق الزي العسكري معرفة نوع القوات والتخصص ويتم معرفة ذلك سواء من لون الزي أو من لون الباريه (غطاء الرأس) أو من الشارات العسكرية الموضوعة علي الصدر.
القوات الجوية الزي باللون الأزرق صيفاً وشتاءً ضباط وصف ضباط بجميع التخصصات (طيارين - جويين - مهندسين - فنيين)- ويتميز زي القوات الجوية باستخدام «الفروقية» كغطاء للرأس وهي لها شكل انسيابي يشبه المركب، وكذلك استخدام الحزام «القايش» ذي اللون الأزرق.
القوات البحرية الزي باللون الأبيض صيفاً والأسود شتاءً ضباط وصف ضباط بجميع التخصصات (بحريين - مهندسين - فنيين).
باقي الأسلحة الزي باللون الكاكى صيفاً، والزيتى شتاءً ضباط وصف ضباط بجميع التخصصات.
القوات البرية عن طريق غطاء الرأس (الباريه) فالباريه الأخضر ذو الزيق الأسود لسلاح المدرعات والباريه الأخضر ذو الزيق الأخضر للصاعقة والباريه الأخضر ذو الزيق الأحمر للاستطلاع والباريه الأحمر ذو الزيق الأسود للشرطة العسكرية والباريه الأزرق ذو الزيق الأسود للمشاة والباريه الأزرق ذو الزيق الأحمر للحرس الجمهورى والباريه الأسود ذو الزيق الأسود للمدفعية والباريه الأسود ذو الزيق الأحمر للدفاع الجوى والباريه الطوبى ذو الزيق الأسود لحرس الحدود اما الأسلحة المساعدة مثل سلاح الأشارة والنقل والتعيينات والخدمات الطبية والشئون الإدارية والقضاء العسكري زيتى بزيق أسود.

## الزي

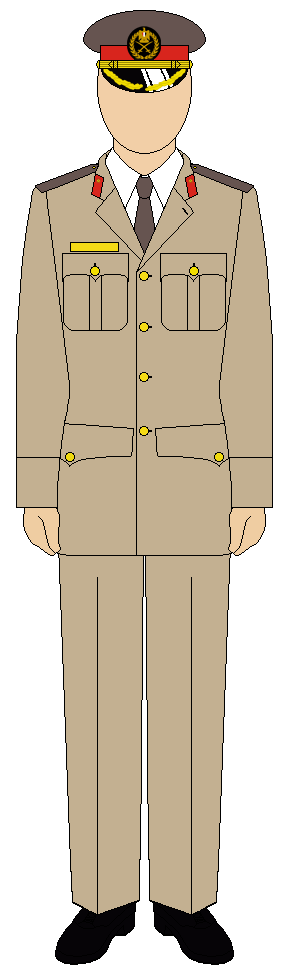
الزي الإحتفالي - فصل الصيف (الجنرالات)
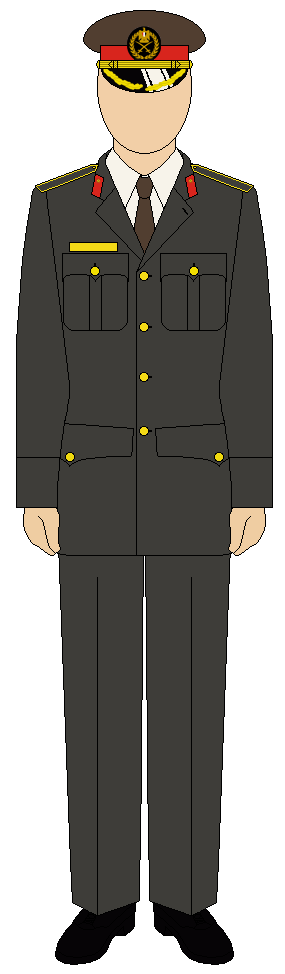
الزي الإحتفالي - فصل الشتاء (الجنرالات)
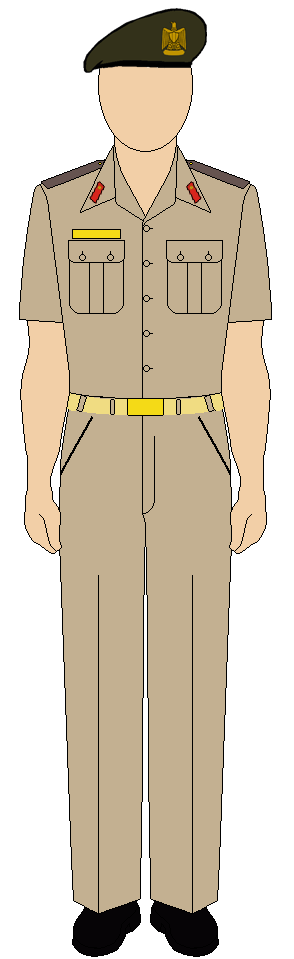
الزي اليومي - فصل الصيف
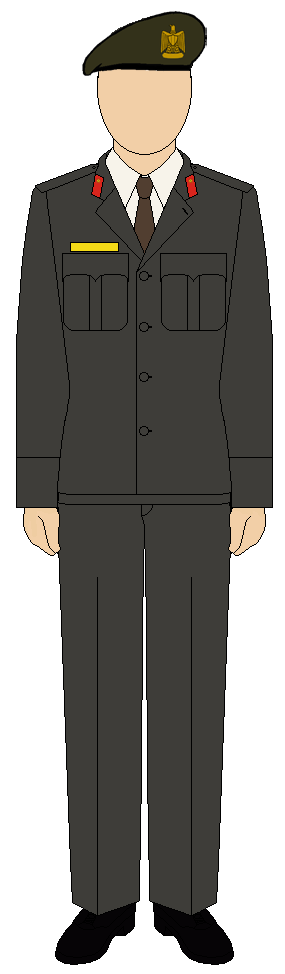
الزي اليومي - فصل الشتاء
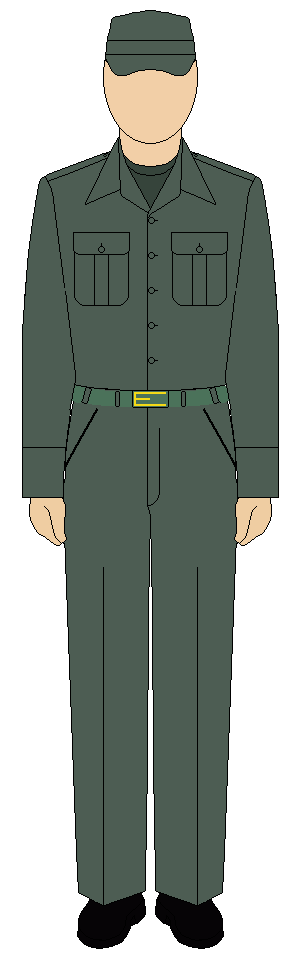
الزي الميداني
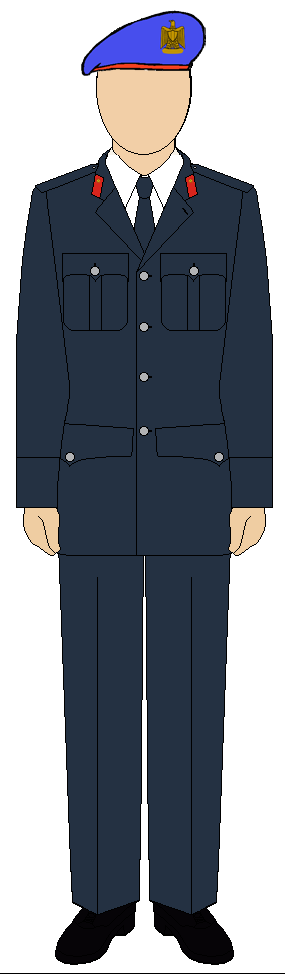
الزي اليومي لقوات الحرس الجمهوري
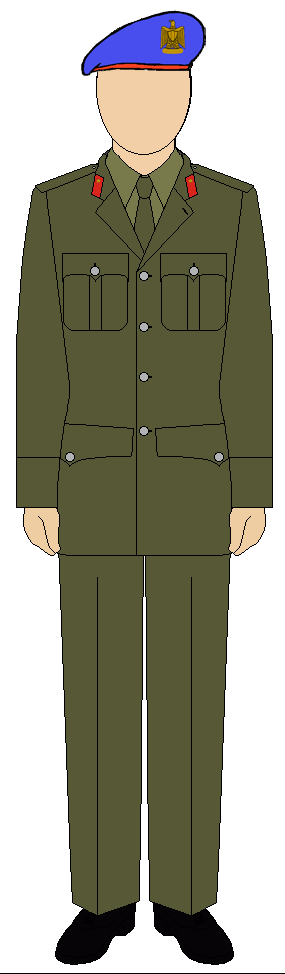
زي شرطة قوات الحرس الجمهوري
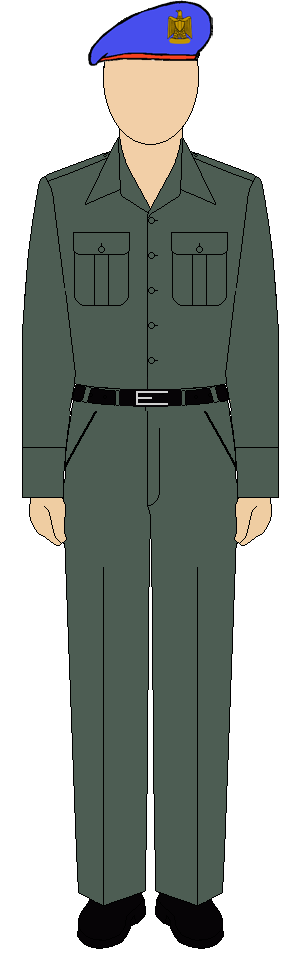
الزي الميداني لقوات الحرس الجمهوري
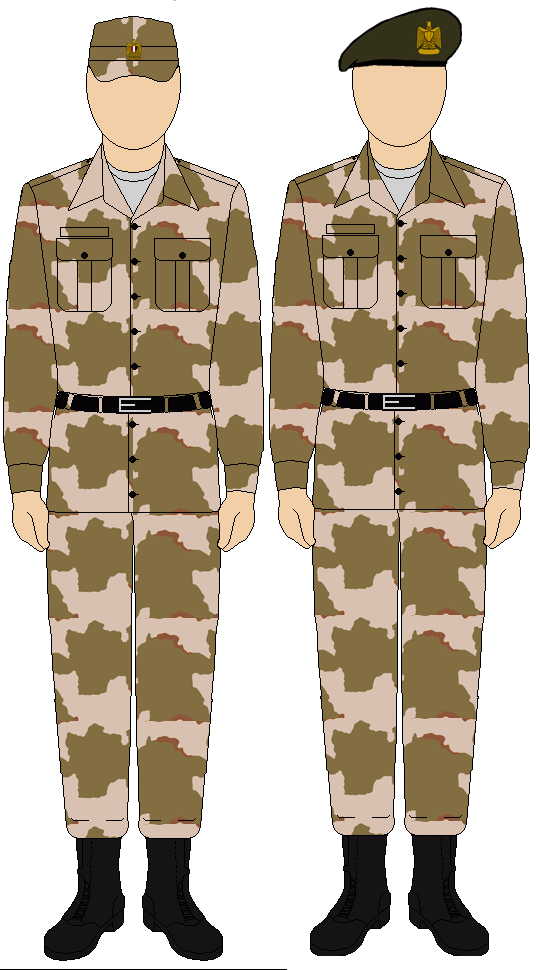
الزي المموه الموحد
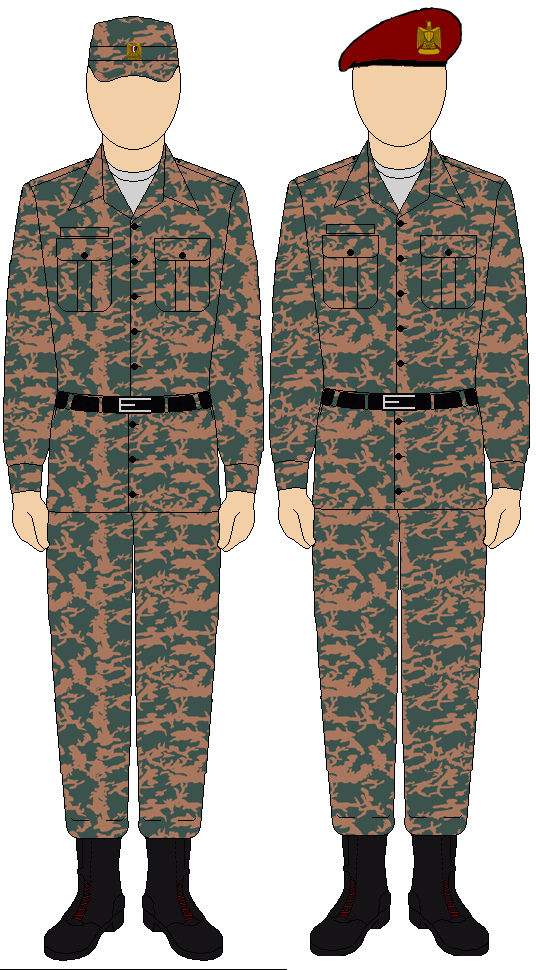
الزي المموه لقوات المظلات
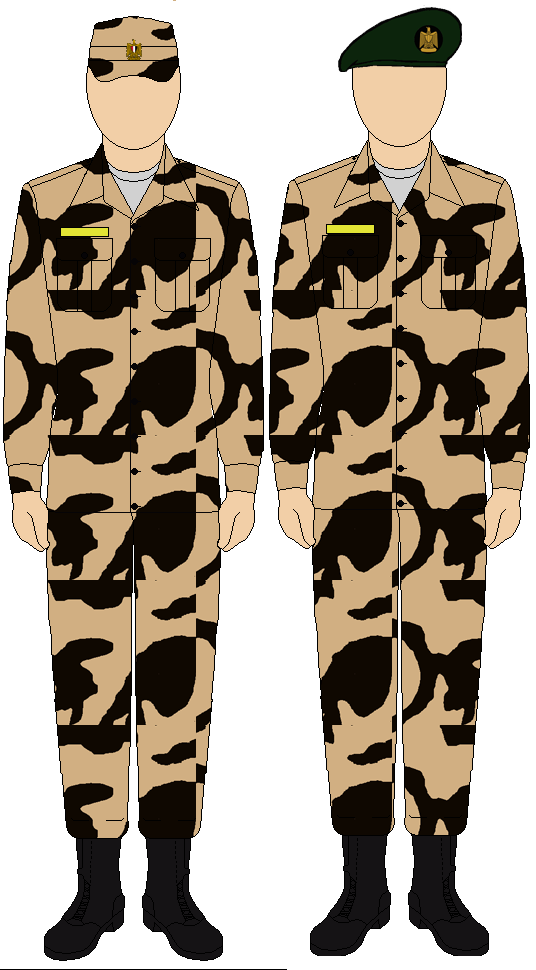
الزي المموه لقوات الصاعقة
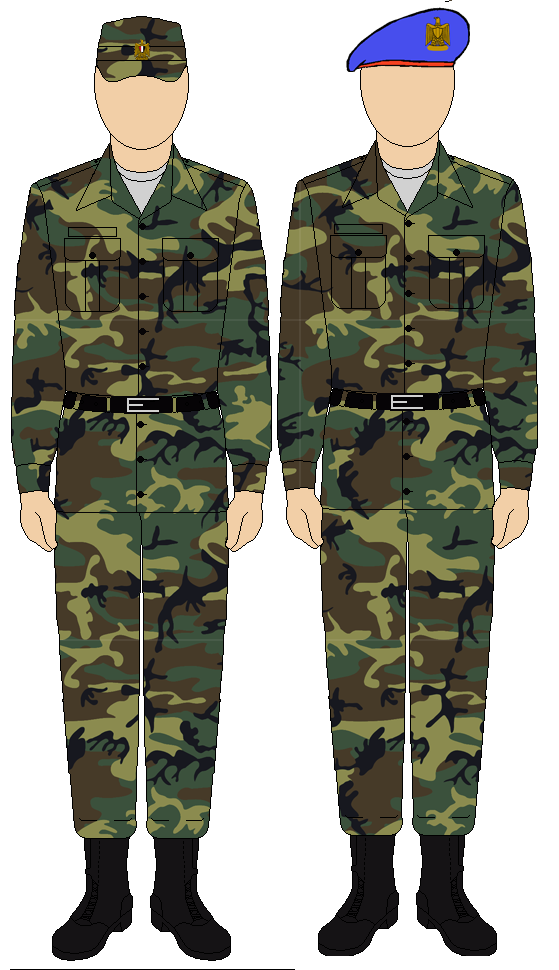
الزي المموه لقوات الحرس الجمهوري

## القبعات
| فرع            | القبعة | القبعة | القبعة |
| فرع            | ضابط   | عميد   | لواء   |
| -------------- | ------ | ------ | ------ |
| المظلات        |        |        |        |
| مدرع           |        |        |        |
| مدفعية         |        |        |        |
| حرس الحدود     |        |        |        |
| مشاة           |        |        |        |
| شرطة عسكرية    |        |        |        |
| الحرس الجمهوري |        |        |        |
| استطلاع        |        |        |        |
| صاعقة          |        |        |        |
| بقية           |        |        |        |